# Hilsa
Hilsa è una città dell'India di 37.748 abitanti, situata nel distretto di Nalanda, nello stato federato del Bihar. In base al numero di abitanti la città rientra nella classe III (da 20.000 a 49.999 persone).

## Geografia fisica
La città è situata a 25° 19' 0 N e 85° 16' 60 E e ha un'altitudine di 44 m s.l.m..

## Società

### Evoluzione demografica
Al censimento del 2001 la popolazione di Hilsa assommava a 37.748 persone, delle quali 20.378 maschi e 17.370 femmine. I bambini di età inferiore o uguale ai sei anni assommavano a 6.397, dei quali 3.386 maschi e 3.011 femmine. Infine, coloro che erano in grado di saper almeno leggere e scrivere erano 21.406, dei quali 13.446 maschi e 7.960 femmine.